# Sobre la transición exterior (2005)
Sobre la transición exterior es la obra que recoge el discurso de recepción de Leopoldo Calvo-Sotelo , presidente entre 1981 y 1982 del Gobierno de España, en la Real Academia de Ciencias Morales y Políticas, en su sesión del 16 de noviembre de 2005. Se trata de la última obra de Calvo-Sotelo.

## Contenido
Calvo-Sotelo distingue entre transición interior y exterior, sobre las que ya había escrito anteriormente en Memoria viva de la transición (1990) y Papeles de un cesante (1999), para concentrarse ahora en esta última. 
Tras el elogio de Antonio Garrigues Díaz-Cañabate, su antecesor en el sillón, Calvo-Sotelo vuelve la mirada al pasado para situar en perspectiva dicha «transición exterior», y propone una «antología de neutralidades» de España, cuyos hitos son la guerra franco-prusiana de 1870, la Gran Guerra de 1914 («fuimos obsesivamente neutrales con una neutralidad de dimisión») y la II Guerra Mundial. Esa larga historia de la neutralidad española conoce un punto de inflexión en 1953, gracias a los acuerdos con Estados Unidos, un primer paso para «anclar a España en el mundo occidental».
El ensayo de Leopoldo Calvo-Sotelo gana en viveza tan pronto como se acerca a la transición «porque el relator ha sido, además, actor o testigo de los hechos que relata».  Quienes desde el gobierno empezaron la transición «éramos, en materia política, poco más que unos pescadores de Galilea. Y lo mismo le pasaba al PSOE en la oposición».  Por ello, «la Transición, toda ella, pero más la Transición exterior, tuvo inevitablemente mucho de improvisación».  De tal manera que «hubo que empezar la Transición exterior navegando a la vista por un mar desconocido, sin cartas náuticas de referencia y con un solo rumbo claro: integrar a España en los foros internacionales a los que no había sido admitida cuando se constituyeron por la naturaleza no democrática del Régimen anterior».
«La entrada en el Mercado Común» y «La polémica atlántica» son los capítulos más densamente biográficos de esta disertación, pues Calvo-Sotelo fue al que le «correspondió la singular tarea de formar el equipo negociador de nuestra adhesión» y, como Presidente del Gobierno, quien impulsó y logró el ingreso de España en la OTAN. Al recordar el largo y difícil proceso de las negociaciones, concluye «que España no fue recibida con generosidad por sus vecinos comunitarios».  Y cita a dos figuras clave en esa historia: Alberto Ullastres, «que había negociado magistralmente» el Acuerdo Preferencial de 1970, y Raimundo Bassols, «verdadero artífice de nuestro ingreso en el Mercado Común». También documenta a lo largo del trabajo «el tópico incierto de la secular amistad hispano-francesa».
Narra en primera persona el hecho que considera «la almendra de la Transición exterior, el gozne sobre el que giraría la nueva política exterior española», a saber, el ingreso en la OTAN. Analiza la posición de UCD, de Adolfo Suárez y de Marcelino Oreja, y examina la evolución histórica de la doctrina internacional del PSOE —desde la época de Rodolfo Llopis a la de Felipe González— y la volatilidad de la opinión pública española. También evoca la actitud de EE. UU. («renovación de los Acuerdos de 1953 sin OTAN era, cuando llegué a la Moncloa, la miope intención norteamericana») y de la Unión Soviética (carta de Leonid Brézhnev, que le devolvió diplomáticamente).
Cierra la obra un capítulo que titula «La transición revisitada», donde constata cómo se la considera en esos días como un problema y se duele de la «vuelta a destejer la tela de Penélope que no acabamos de tejer nunca», siendo partidario de «revisitar la Transición sin destruirla».
Concluye con unas líneas sobre la Europa nueva que es preciso alumbrar, tarea difícil entre otras cosas porque «Francia no acepta que tiene que echar doble llave al sepulcro de De Gaulle».

## Valoración
En su discurso de contestación, Salustiano del Campo afirma: «El enjundioso discurso que acabamos de oír incide sobre temas que Calvo-Sotelo ha tratado previamente en alguna o algunas de sus obras, pero lo hace aportando nuevas ideas y, sobre todo, sugiriendo otras consideraciones».
Para Marcelino Oreja, este ensayo «es una pieza maestra sobre la transición exterior y muestra su esfuerzo denodado por colocar a España en su sitio».
A decir de los historiadores Pablo Pérez y Jorge Lafuente, en esta obra Calvo-Sotelo «sintetizó su idea de la historia de las relaciones exteriores españolas con su habitual estilo sentencioso, elegante y frecuentemente irónico. Cabe resumir su idea central diciendo que España abdicó de desempeñar un papel en la escena internacional desde tiempos de Carlos III y no lo recuperó hasta la Transición, en concreto hasta su entrada en la OTAN en 1982 y en las Comunidades Europeas en 1986 […]. Leopoldo Calvo-Sotelo, uno de los hombres que más energías le dedicaron, es un ejemplo de hasta qué punto la Transición fue una empresa que aunó continuidad y cambio, y no solo en términos de siglo XX, o de dictadura y democracia, sino en términos más amplios, de posición estratégica de nuestro país en el tablero internacional. El calado intelectual del planteamiento político de Leopoldo Calvo-Sotelo, su conocimiento directo de la realidad europea, su familiaridad con nuestra historia, fueron probablemente la causa de que su mirada abarcara un arco más amplio y se moviera en un plano más elevado que la táctica política preocupada de la toma o conservación del poder a corto plazo».
Es esta la última obra de Leopoldo Calvo-Sotelo. No obstante, según su propia confesión, «tengo en casa cajones llenos de páginas inéditas: desde las primeras a máquina (una Yost de tampón), de hace sesenta años, hasta las últimas en un ordenador. Mi mujer (que me sobrevivirá, como es norma) podría ganar algún dinero publicando, dentro de muchos años, las más impertinentes y políticamente incorrectas y, entre ellas, una ristra de sonetos satíricos, bien medidos y peor intencionados, que mi amigo (el poeta Muñoz Rojas) llama acertadamente habilidades».